# أدهارما
أدهارما أو أدارما (بالإنجليزية: Adharma)‏، هي النقيض السنسكريتي للدارما في الفلسفة الهندوسية. إنَّ الدارما، من الناحية الكونية، تُشير إلى النظام الكوني كله، فإذا لم تسر الأمور كما ينبغي لها أن تكون، أو غير منظمة على أفضل نظام ممكن، فهذا يعني وجود حالة اضطرابٍ أو ما يُدعى "أدارما أو أدهارما"، أي خلل يعرض للدارما. وإنَّ الخلل في الدارما (أي "أدارما") يُوجب ويُحفِّزُ التَّدخل الإلهي.
و"أدهارما أو دارما" تعني: ما لا يتفق وينسجم مع دارما. وتشمل الدلالات الأخرى التي يُوحي بها المُصطلح: الخيانة، والشقاق، والتنافر، والانحراف، والخطأ، والشر، والفجور، والإثم، والشر، والرذيلة.

## نظرة عامة
في أدب الدارما، يشير هذا المصطلح إلى النقيض المطلق للدارما، وهي القيم الأساسية التي تعمل على دعم المجتمع. وعلى الرغم من أن الأدارما يمكن أن تشير إلى عمل غير صالح معين، إلا أنها تشير على نطاق أوسع إلى حالة يكون فيها المجتمع فاسدًا تمامًا؛ حيث جرى تخريب القيم التي تدعم المجتمع أو قلبها أو تجاهلها، وبالتالي أصبحت مثل هذه الأفعال غير الصالحة ممكنة، بل وربما محتملة.

### الدلالات
يعرّف جين إف كولينز جونيور أدهارما بأنه عدم التدين. تنص الجاينية على أنه أي شيء مخالف لقوانين الوجود. ووفقا له، فهي تلك الأفعال التي تتعارض مع دارما المرء. وكل ما يسهل النمو الروحي هو دارما، وكل ما يعيق النمو الروحي هو أدهارما. وإن اتباع الطريق الأدرمي يعني العمل بثلاث رذائل: الغرور، والمُلامَسة، والخمرُ. ووفقا له، فإن الإيمان الأعمى دون حسب حساب الفهم الروحي هو أدارما.

### دارما وأدارما
يروي نص فيشنو بورانا أسطورة هندوسية تتضمن دارما وأدارما كشخصيتين أسطوريتين، وهي محملة بالرمزية حول الفضائل والرذائل والأخلاق والآداب. وهي كالتالي:
كانت ذرية دارما من بنات داكشا على النحو التالي: من شرادها (الإيمان) كان لديه كاما (الرغبة)؛ بواسطة لاكشمي (الازدهار)، داربا (الفخر)؛ بواسطة دهرتي (الثبات)، نياما (مبدأ)؛ بواسطة توشتي (الاستقالة)، سانتوسا (المحتوى)؛ بواسطة بوشتي (المزدهر)، لوبها (الجشع)؛ بواسطة مدها (الذكاء)، شروتا (التقليد المقدس)؛ بواسطة كريا (العمل، والتفاني)، وداندا، ونايا، وفينايا (التصحيح، ونظام الحكم، والحصافة)؛ بواسطة بودهي (العقل)، بودها (الفهم)؛ بواسطة لاجا (التواضع)، فينايا (حسن السلوك)؛ بواسطة فابو (الجسد)، فيافاسايا (المثابرة). شانتي (الكفارة) أنجبت كشيما (الرخاء)؛ سيدهي (الكمال) إلى سوخا (الاستمتاع)؛ كارتي (الشهرة) إلى ياسا (السمعة). هؤلاء هم أبناء دارما. أحدهم، كاما، حصل على هيرسا (الفرح) من زوجته ناندي (البهجة).
وزوجة أدهارما (الرذيلة) كانت هيشا (العنف)، وأنجب منها ولدا أنرتا (أو "أنريتا") (الباطل)، وابنة نيكرتي (الفجور): تزاوجوا وأنجبوا ولدين، بهايا (الخوف) وناراكا (الجحيم)؛ ولهما توأم، ابنتان، مايا (الخداع) وفيدانا (التعذيب)، اللتان أصبحتا زوجاتهما. كان ابن بهايا ومايا هو مدمر الكائنات الحية، أو مرتيو (الموت)؛ وداكها (الألم) كان من نسل ناراكا وفيدانا. أبناء مرتيو هم فيادي (المرض)، وجارا (الانحطاط)، وسوكا (الحزن)، وترشنا (الجشع)، وكرودا (الغضب). يُطلق على هؤلاء جميعًا اسم مسببي البؤس، ويوصفون بأنهم ذرية الرذيلة (أدارما). كلهم بلا زوجات، بلا ذرية، بلا قدرة على الإنجاب؛ إنها الأشكال المُرعبة لفيشنو، وتعمل دائمًا كأسباب لتدمير هذا العالم. على العكس من ذلك، فإن داكاسا والآخرين، شيوخ البشرية، يميلون دائمًا إلى التأثير على تجديدها: في حين أن مانوس وأبنائهم، الأبطال الذين يتمتعون بقوة جبارة، ويسيرون في طريق الحقيقة، يساهمون باستمرار في الحفاظ عليها.

-  فيشنو بورانا، الفصل السابع، ترجمة هوراس هايمان ويلسون